# Erramun Martikorena
Erramun Martikorena   (Baigorri, 1 de febrer de 1943) també conegut amb el nom d'Otsobi és un pastor basc i cantant de música popular. Va deixar de cantar en públic a finals del 2004, però ha tornat a esdeveniments públics des del 2008, encara que més rarament.

## Biografia
Tot i que mai ha tocat professionalment, Erramun Martikorena reuneix molts seguidors. Com a agricultor i pastor de professió (diu de si mateix que primer és pastor), les seves cançons han estat estretament lligades a la terra i a la gent. Ha cantat en particular els versos i les cançons populars de bersolaris d'Iparralde, sovint a cappella.
Va néixer l’1 de febrer de 1943 a Baigorri, Oxobia o Otsobi. De fet, va prendre el seu sobrenom, Otsobi, del seu lloc de naixement. Va ser el més petit de tres germans i va anar a l'escola al districte d'Urdoze fins als catorze anys. Després d’això, es va dedicar a l’agricultura domèstica i al llarg de la seva vida no va renunciar a aquesta tasca, ja que per sobre de tot ha estat pagès i pastor.
Martikorena ha estat completament autodidacta en el camp de la música. De petit escoltava cançons basques a casa.
De jove també cantava a l'exèrcit. Va ser a Dreux (França), on va haver d’estudiar marxes militars i similars. Però, per la resta, Erramun Martikorena no es veia com a cantant. De tornada a casa, va continuar amb les feines agrícoles.
El 1969 va guanyar el concurs de cant celebrat a Lartzabal.
Va passar diversos anys cantant en públic. El primer disc va arribar el 1978, Baigorriko artzain laboraria(Elkar, 1978), promogut per Manex Pagola. Martikorena no ha estat mai l’autor de les lletres; sí, però, de la melodia. En aquell primer disc, per exemple, amb Maitia galdegin zautan posar música a la tonada popular. Més tard, la cançó va fer fortuna gràcies al cantant Imanol.
El 1981 va publicar el seu segon disc, Otsobi (Elkar, 1981). En aquest disc, a més de cantar diverses cançons populars, va musicar versos de Xalbador, Ernest Alkhat, Emile Larre i Mañex Etxamendi. Oriko xoria és la cançó més popular del disc. El treball començat amb els versos de Xalbador el va continuar al següent disc, Primadera (IZ, 1986), en el qual va adaptar cançons del bertsolari d'Urepel.
El setembre de 2004, el cantant va anunciar deixaria de cantar en públic. Va oferir el seu darrer concert a Barcelona l’11 de novembre d’aquell mateix any.
Tot i que havia anunciat el seu comiat, després Erramun Martikorena va tornar als escenaris amb diverses actuacions especials. Per exemple, el juny del 2007 va oferir un concert a l’auditori Barañain per ajudar a construir una escola i un institut a Oztibar i, a l’octubre del 2008, a Urepel, el dia de Xalbador.
A més del seu treball en solitari, Martikorena va participar en un àlbum a favor dels presos bascos, Euskal presoak Euskal Herria (Comitè de suport als presos polítics bascos-Elkar, 1998).

## Discografia
- Baigorriko artzain laboraria (1978, Elkar)
- Otsobi (1981, Elkar)
- Primaderari (1986, IZ)
- Olerkarien oihartzun Bilduma, (1993, Elkar)
- Aire xaharretan (1995, Agorila)
- Herrian (1997, Agorila)
- Elorrietan loreak (2000, Agorila)
- Kantuz sortu naiz eta (2001, Elkar)
- Gure lurretik (2011, Elkar)

Col·laboracions
- Iparragirre. Zure oroiz (1981, Xoxoa)

Àlbum d’homenatge
- Erramun Martikorena: omenaldia (2005, Aldudarrak Bideo)